# Duplicity
Duplicity è un film del 2009 scritto e diretto da Tony Gilroy, e interpretato da Clive Owen e Julia Roberts, che tornano a lavorare insieme dopo Closer.

## Trama
Dubai, 2003. Ray Koval, agente segreto del MI6, ad un party per la festa del 4 luglio, crede di aver sedotto la bella Claire Stenwick. Quando però dopo la notte d'amore con la presunta impiegata del consolato americano si risveglia drogato e senza alcuni segretissimi documenti, capisce che lei, in realtà, lavorava per la CIA.
New York, 2008. Ray Koval è da poco assunto allo spionaggio della multinazionale Equikrom e deve incontrare l'informatore della storica concorrente Burkett & Randle, quando scorge proprio Claire. Annulla l'appuntamento e si precipita all'inseguimento della donna, finendo per scoprire che era proprio lei la spia della concorrenza che avrebbe dovuto incontrare. Il precedente di Dubai non aiuta il rapporto tra i due, ma lo scambio previsto viene comunque portato a termine.
Si scopre così che la Burkett & Randle sta per lanciare sul mercato un prodotto formidabile. Alla Equikrom la tensione sale così alle stelle e diventa di primaria importanza scoprire quale sia questa "bomba" commerciale pronta ad esplodere.
Alcuni flashback ci fanno scoprire piano piano che Ray e Claire, che in realtà dopo Dubai si erano incontrati a Roma nel 2006, sono amanti e complici. Dunque stanno solo inscenando delle parti coi rispettivi datori di lavoro, pronti a gabbarli entrambi per il proprio esclusivo tornaconto.
Così, sempre sul filo del doppio gioco (da cui il titolo Duplicity) riescono a tessere una perfetta trama grazie alla quale Claire dapprima viene a conoscenza del prodotto segreto, uno shampoo che vince la calvizie, quindi riesce addirittura ad impossessarsi della formula alla base dello stesso e a trasmetterla a Ray e dunque al concorrente sleale. Questo, per bocca del suo amministratore delegato, intervenuto ad un grande convegno della propria ditta, annuncia al mondo intero la "scoperta del secolo".
Ray e Claire, nel frattempo, impossessatisi separatamente di una copia della formula, fuggono e si ritrovano a Zurigo, pronti a rivendere la preziosa informazione ad una società svizzera che offre loro 35 milioni di dollari.
Gli svizzeri però, in pochi minuti, verificano che quella formula è una bufala. Così scopriamo che i due abilissimi spioni, che pensavano di aver messo su un perfetto raggiro, sono stati solo lo strumento dello scaltrissimo amministratore della Burkett & Randle, che si è servito di loro per esporre al ridicolo il suo grande concorrente.

## Produzione
Le riprese sono iniziate il 9 marzo 2008 e hanno avuto luogo in varie location, tra cui New York, le Bahamas e Roma. Oltre la coppia Owen-Roberts, il cast è arricchito dalla presenza di Tom Wilkinson e Paul Giamatti, quest'ultimo in sostituzione di Billy Bob Thornton.
Nelle scene girate a Roma, Claire si lamenta della mancata sveglia nell'albergo: "Benvenuta in Italia", commenta Ray, alludendo alla presunta (o proverbiale) in-efficienza italiana.. In realtà, poco dopo scopriamo che è stato Ray stesso ad annullare la sveglia richiesta da Claire.

## Distribuzione
Il film è stato distribuito negli Stati Uniti il 20 marzo 2009 e nelle sale italiane il 10 aprile 2009.

## Riconoscimenti
- 2010 – Golden Globe
  - Candidatura Migliore attrice in un film commedia o musicale a Julia Roberts
- 2010 – ASCAP Award
  - Top Box Office Films a James Newton Howard
- 2009 – Artios Award
  - Candidatura Miglior casting per un film drammatico a Ellen Chenoweth
- 2009 – International Film Music Critics Award
  - Candidatura Miglior colonna sonora in un film commedia a James Newton Howard